# Bethany (Illinois)
Bethany és una població dels Estats Units a l'estat d'Illinois. Segons el cens del 2000 tenia 1.287 habitants.

## Demografia
Segons el cens del 2000, Bethany tenia 1.287 habitants, 544 habitatges, i 386 famílies. La densitat de població era de 512,3 habitants/km².
Dels 544 habitatges en un 28,3% hi vivien nens de menys de 18 anys, en un 61,4% hi vivien parelles casades, en un 6,6% dones solteres, i en un 29% no eren unitats familiars. En el 25,9% dels habitatges hi vivien persones soles el 15,1% de les quals corresponia a persones de 65 anys o més que vivien soles. El nombre mitjà de persones vivint en cada habitatge era de 2,37 i el nombre mitjà de persones que vivien en cada família era de 2,84.
Per edats la població es repartia de la següent manera: un 23% tenia menys de 18 anys, un 7,3% entre 18 i 24, un 26,1% entre 25 i 44, un 25,6% de 45 a 60 i un 18% 65 anys o més.
L'edat mediana era de 40 anys. Per cada 100 dones de 18 o més anys hi havia 90,2 homes.
La renda mediana per habitatge era de 34.091 $ i la renda mediana per família de 44.276 $. Els homes tenien una renda mediana de 36.250 $ mentre que les dones 20.603 $. La renda per capita de la població era de 16.888 $. Aproximadament el 5,7% de les famílies i el 7,4% de la població estaven per davall del llindar de pobresa.

## Poblacions més properes
El següent diagrama mostra les poblacions més properes.